# Sandalus subelongatus
Sandalus subelongatus is een keversoort uit de familie Rhipiceridae. De wetenschappelijke naam van de soort is voor het eerst geldig gepubliceerd in 1907 door Picco.